# Rafał Sieniawski (kasztelan)
Rafał Sieniawski z Sieniawy herbu Leliwa, (ur. XVI w. i zm. 1592) – kasztelan lubaczowski w 1588 r., potem kasztelan kamieniecki, starosta ulanowski. 

## Życiorys
Był najmłodszym synem Mikołaja Sieniawskiego i Katarzyny Kola z Dalejowa, córki Jana Koli. Bratem Mikołaja hetmana polnego koronnego oraz Hieronima. W 1558 uczestniczył w bitwie z Tatarami pod Obrazowem, a w 1566 – z ojcem i bratem Mikołajem w obronie Międzyboża. W 1569 został mianowany rotmistrzem. Po śmierci ojca wraz z braćmi w 1570 we Lwowie dokonał podziału majątku rodzinnego. Wraz z bratem Mikołajem podzielił się majątkiem Międzybóż oraz otrzymał liczne wsie na Podolu. Do odziedziczonego majątku dodał wcześniej nabytą dożywotnio w 1565 królewszczyznę Ulanów na Podolu. Poseł województwa ruskiego na sejm koronacyjny 1576 roku. W czasie wojny z Moskwą 1579-1581 strzegł granicy południowo-wschodniej Rzeczypospolitej. W czasie kolejnej elekcji opowiedział się za kandydaturą szwedzką Zygmunta III Wazy. 17 lutego 1588 król mianował go kasztelanem lubaczowskim, a 7 listopada 1588 kasztelanem kamienieckim. Z takim tytułem wziął udział w sejmie pacyfikacyjnym. 8 lutego 1590 na sejmiku w Haliczu skierowano do króla prośbę o nadanie królewszczyzny Ulanów na własność. Był dwukrotnie żonaty po 1571 ożenił się z Katarzyną Dziaduską, po 1589 ożenił się z Zofią Chodkiewicz (zm. 1602) wdową po Michale Czartoryskim (zm. 1582) staroście żytomierskim. Źródła historyczne nie podają informacji o dzieciach. 
Rafał Sieniawski był różnowiercą, pod wpływem jezuity Benedykta Herbesta przeszedł na katolicyzm. W konsekwencji w 1591 roku zbudował katolicką kaplicę św. Stanisława na dziedzińcu zamku w Międzybożu. Został pochowany w grobowcu rodzinnym kaplicy Sieniawskich Zamku w Brzeżanach.
Przez większość życia tak jak ojciec był wyznawcą kalwinizmu. 